# Metal Slug
Dòng game Metal Slug (ở Việt Nam được gọi là Rambo lùn, Chiến binh thép) là 1 dòng game Chạy và Bắn súng theo chiều ngang được công bố đầu tiên trên hệ máy game thùng (arcade machines) Neo-Geo và các hệ máy chơi game khác bởi hãng SNK. Về sau, Metal Slug còn được chuyển hệ sang một số hệ máy chơi game khác như Sega Saturn, PlayStation, Neo-Geo Pocket Color và gần đây là Game Boy Advance, PlayStation 2, Xbox, Xbox 360 và Nintendo DS. Ngoài ra còn có một tuyển tập bao gồm bảy phiên bản đầu tiên trong loạt chính (bao gồm cả Metal Slug X) cho Wii, PlayStation Portable, PlayStation 2 và cả PC. Dòng game này nổi tiếng nhờ có lối chơi đơn giản (cách điều khiển dễ nắm bắt), tiết tấu nhanh và yếu tố hài hước vui nhộn.

## Cách chơi
Cách chơi đặc trưng của dòng game này là: người chơi dùng vũ khí (như súng ngắn, súng trường, lựu đạn, dao,...) để đối đầu và tiêu diệt kẻ địch. Trong quá trình chơi, chỉ cần người chơi dính 1 đòn (nhận sát thương) của địch hoặc từ môi trường thì sẽ chết ngay lập tức. Ngoài ra người chơi có thể tấn công cận chiến để hạ thủ một số đông kẻ địch cấp thấp.
Người chơi bắt đầu game với 1 khẩu súng ngắn, 10 quả lựu đạn và dao găm (hoặc 1 vũ khí cận chiến khác) trong quá trình chơi sẽ nhặt được các vũ khí (súng, lựu đạn) mới có sức sát thương mạnh hơn. Người chơi chỉ được mang một loại súng lớn, khi nhặt được súng mới thì súng cũ sẽ mất. Cũng như thế nếu loại súng đó hết đạn thì người chơi chỉ còn khẩu súng ngắn với cơ số đạn của vũ khí này là vô hạn. Bắt đầu từ phiên bản thứ 6, người chơi có thể mang 1 lúc 2 súng lớn và thay đổi chúng với súng ngắn cho sẵn một cách linh hoạt.

### Metal Slug

SV-001 Metal Slug đầu tiên.

Các Metal Slug (MS) chính là các phương-tiện-di-chuyển-hỗ-trợ-chiến-đấu chủ yếu cho người chơi. Ở phiên bản đầu tiên SV-001, MS đúng với nghĩa đen tiếng Anh: nó là 1 chiếc xe tăng nhỏ màu bạc mang hình dáng như một con ốc sên (SV là viết tắt của Super Vehicle). Nó được trang bị 1 pháo chính (Cannon-bắn tối đa 10 phát hoặc hơn nếu được hỗ trợ) và 2 khẩu súng máy (Vulcan) 2 bên thân. Metal Slug có thể nhảy lên hoặc "ngồi" xuống, khi đó người chơi có thể ném lựu đạn từ bên trong ra thông qua 1 lỗ trên nóc xe. Nó có thể cán chết lính bộ binh của địch và khi gần hết xăng (máu của MS) người chơi có thể cho nó lao vào đối phương phát nổ như 1 đòn tấn công tự sát. MS thường chịu được 3 lần tấn công trước khi bị phá hủy. Theo thời gian (qua các phiên bản game), MS có sự thay đổi cho phù hợp với các màn chơi nhất định (trên không, dưới nước, trong lòng đất,...) nhưng vũ khí cơ bản là 1 khẩu pháo 10 phát và 2 súng máy 2 bên thì vẫn được giữ nguyên. Slug "Gunner" có thể coi là 1 chuẩn mực cho sự nâng cấp MS qua từng phiên bản. Ở bản 6, Tamar có thể dùng 2 khẩu súng máy để khóa 1 mục tiêu rồi bắn liên tục.
Bên cạnh đó, trong game còn có 1 dòng phương-tiện-di-chuyển-hỗ-trợ-chiến-đấu khác khá đặc biệt, đó là những con vật như Voi, Lạc Đà, Đà Điểu, Lừa,... mang trên thân 2 khẩu Vulcan nhưng không có Cannon, người chơi cưỡi chúng và ném lựu đạn như bình thường. Cũng vì thế, người chơi không được bảo vệ trong vỏ bọc sắt như trong các phương tiện cơ giới và sẽ chết ngay nếu nhận sát thương của địch. Những con vật này không bị mất máu trong chiến đấu nhưng chỉ phục vụ người chơi trong 1 quãng đường ngắn.

## Cốt truyện
Cốt truyện sẽ theo mạch game chính của series bao gồm Metal Slug SV-001 Super Vehicle, Metal Slug 2, Metal Slug 3, Metal Slug 4, Metal Slug 5, Metal Slug 6, Metal Slug 7.xxxxnhỏ|3 chiếc Type IV AFV Girida-O của Rebel Army bị đánh bật]]

### Cuộc chiến tranh hiện đại lần thứ nhất
- Giai đoạn đầu

Một vài sai lầm trong khâu tình báo của Regular Army dẫn đến vụ ném bom Công Viên Trung Tâm năm 2023, giết chết con trai của Donald Morden và khiến ông mất một mắt, ông lập tức rời khỏi Regular Army và tự phong danh Tướng và thành lập Rebel Army. Sau 5 năm chuẩn bị, vào 2028, Modern bắt đầu cuộc chiến tranh để lật đổ các nhà lãnh đạo hiện tại trên toàn thế giới. Với chiến thuật Blitzkrieg và sự thiện chiến của binh lính, các thành phố lớn nhanh chóng rơi vào tay phiến quân chỉ sau một tuần nổ súng. Một nhóm những người sống sót trong lực lượng quân đội của các chính phủ bại trận nhanh chóng thiết lập các vụ phản kháng, câu thêm thời gian để nghiên cứu và sản xuất các xe tăng SV-001 biệt hiệu "METAL SLUG", phiến quân đánh vào các nhà máy bí mật của quân kháng chiến. Marco và Tarma được cử đi để thu hồi các chiến xa bị tịch thu hoặc phá hủy chúng, đồng thời tiêu diệt lực lượng của Modern.
- Chiến dịch của Marco (bối cảnh Metal slug SV-001 Super Vehicle)

Marco bắt đầu chiến dịch ở mặt trận Châu Á, trận chiến ở Villeneuve Mt. System nhanh chóng kết thúc với chiến thắng nghiên về Regular Army, phòng tuyến của Rebel Army sau thất bại này nhanh chóng suy sụp, 2 người chỉ huy rút khỏi Châu Á để hỗ trợ lực lượng đồng minh ở châu Âu. Regular Army nhanh chóng đánh thẳng đến eo biển Traven, căn cứ chính của Rebel Army và bắt sống Tướng Morden.

### Cuộc chiến tranh hiện đại lần thứ hai
- Trước cuộc chiến

Năm 2029, những thuộc hạ trung thành của Morden bắt đầu một loạt các cuộc nổi dậy nhỏ lẻ dần dần sau đó là những cuộc bạo loạn lớn và có tổ chức. Các phân tích chỉ ra rằng những sự kiện này sẽ dẫn đến 1 chiến dịch to lớn hơn, đồng thời lúc đó tướng Donald Morden cũng đã vượt ngục, liên kết với Người sao Hỏa, quân đội Nhật Bản và bộ binh Arabian.
- Diễn biến chính (Bối cảnh Metal slug 2/X)

Regular Army tiếp tục gửi Marco và Tarmo của P.F Squad để chiến đấu chống lại lực lượng bạo loạn, chiến dịch được dự đoán sẽ là 1 công việc khó khăn khi 1 lực lượng binh lính tinh nhuệ nhỏ phải chống lại 1 lực lượng to lớn, vì vậy bảo mật thông tin được đặt lên hàng đầu khi mà cả các cấp chỉ huy cao nhất của RA không hề được cung cấp đầy đủ thông tin các nhiệm vụ. Để hỗ trợ cho chiến dịch này, Eri và Fio từ lực lượng S.P.A.R.R.O.W.S được cử ra tuyền tuyến. Chiến dịch bắt đầu ở vùng Trung Đông, lực lượng bộ binh của Abul Abbas nhanh chóng bị đánh bại vì những vũ khí thô sơ, lỗi thời. Nhóm liên quân tiếp tục chiến đấu chống lại Rebel Army ở trên toàn thế giới và số lượng nhỏ các Siêu chiến binh ở đường cống thành phố New Godokin (kết quả một cuộc thí nghiệm thất bại của Rebel Army). Cuối cùng là tới căn cứ chính ở Siberia, cả nhóm ban đầu phải chiến đấu chống lại Rebel Army và cả người Sao Hỏa, nhưng sau cùng, khi người Sao Hỏa lật mặt bắt cóc Modern và mở cuộc xâm chiếm trái đất, Rebel Army và Regular Army trở thành đồng minh ngắn hạn chiến đấu chống lại cuộc xâm lược. Morden được giải thoát và phi thuyền mẹ bị đánh bật sau khi một phi công của Rebel lái thẳng máy bay vào điểm yếu của nó khiến nó bị hư hại nặng. Tướng Morden sau đó cũng nhanh chóng tẩu thoát cùng với các binh lính của mình và ẩn dật, quân đội Nhật Bản ngay sau đó cũng đã đầu hàng để tránh một cuộc tổng tấn công vào địa lục chính.

### Cuộc chiến tranh hiện đại lần thứ ba (Bối cảnh Metal Slug 3)
Tháng 4 năm 2031, nhận thấy Rebel Army lại tiếp tục hành động vì mục đích bá chủ thế giới, P.F Squad và S.P.A.R.R.O.W.S. bắt đầu chiến dịch hợp tác mới để chống lại Morden một lần nữa. Trong thời gian hoạt động, liên quân nhận thấy các hiện tượng kỳ lạ như sự biến mất của vật nuôi và việc chính phủ xác nhận sự nhìn thấy về quái vật hay thây ma nhưng tất cả bị gạc sang vì sự đánh bại Rebel Army được đặt lên hàng đầu và các việc trên hầu như không hề có kết nối gì với nhau. Khi Morden bị ngã khỏi trực thăng sau 1 cuộc chiến với Regular Army, "Morden" đó hóa ra là một người sao hỏa cải trang để thực hiện ý định bí mật xâm chiến trái đất nhưng bất thành. Một thành viên của Regular Army bị bắt cùng với Tướng Morden lên tàu mẹ, Rebel Army và Regular Army tiếp tục trở thành đồng minh ngắn hạn, tất cả quân lính được gửi lên vũ trụ để tấn công tàu mẹ bằng các phi thuyền được chế tạo bởi Rebel. Morden và thành viên của Regular Army được giải thoát, tàu mẹ bị hư hại nặng. Khi đi xuyên qua tầng khí quyển trái đất, S.F Squad và S.P.A.R.R.O.W.S phải chiến đấu chống lại Rootmars - chỉ huy tối cao của người sao hỏa. Rootmars bị vỡ não sau cuộc chiến và tất cả đều rơi xuống biển. Phân cảnh cuối cho thấy các thành viên của P.F Squad và S.P.A.R.R.O.W.S đứng trên chiếc SV-001 đang nổi lềnh đềnh và phía sau là tướng Modern rời đi cùng 3 binh lính dưới quyền trên những chiến UFO thu được từ người sao hỏa.

### Cuộc xâm lược của loàiVenusians (Bối cảnh Metal Slug 6)
Ngay sau cuộc chiến tranh hiện đại lần ba, người sao hỏa bị tấn công bởi giống loài Venusians, một lần nữa tướng Morden đồng ý hợp tác với người sao hỏa. Họ trục vớt và hồi sinh thành công Rootmars nhưng ngay sau đó căn cứ chính của Rebel Army và một số thành phố quan trọng bị tấn công bởi Venusians nên họ phải rút lên núi và xây dựng 1 căn cứ mới. Regular Army nghi ngờ về các hoạt động của Rebel Army nên đã cử các 4 thành viên cũ từ S.F Squad và S.P.A.R.R.O.W.S và 2 thành viên mới của 1 đơn vị quân đội độc lập để điều tra. Sau một cuộc chiến ngắn, Rebel Army và người sao hỏa chính thức trở thành đồng minh ngắn hạn với Regular Army với mục tiêu tiêu diệt loài Venusians. Tháng 5 năm 2031, một cuộc tổng tấn công vào ổ của Invader Queen - chỉ huy của loài Venusians được thực hiện, toàn bộ giống loài này bị quét sạch, mối nguy hiểm đối với Trái đất và sao hỏa được loại bỏ. Ba lực lượng lập tức tách ra để thực hiện bù đắp tổn thất.

## Tuyến nhân vật

### Nhân vật do người chơi điều khiển
Trong phiên bản MS đầu tiên, người chơi chỉ được quyền điều khiển Marco và Tamar, Player 1 mặc định là Marco, Player 2 là Tamar. Phiên bản 2 thêm vào 2 nhân vật nữ Eri và Fio,người chơi được lựa chọn một trong 4 nhân vật ngay từ đầu. Bộ tứ này trở thành nòng cốt của dòng game từ đó. Metal Slug 4, 2 nhân vật mới Nadia Cassel và Trevor Spacey thế chỗ cho Eri và Tarma, nhưng ở các phiên bản game sau này không thấy sự trở lại của họ. Phần 5 đánh dấu sự trở lại của Eri và Tarma, phiên bản Metal Slug Advance dành cho hệ máy GBA xoay quanh 2 nhân vật Walter Ryan và Tyra Elson, họ là thế hệ mới của lực lượng PF. 2 nhân vật của dòng game đối kháng King of Fighters là Ralf Jones và Clark Still xuất hiện trong Metal Slug 6, giờ đây người chơi có thể lựa chọn một trong 6 (bộ tứ nòng cốt vẫn giữ nguyên) nhân vật để bắt đầu game. Phần 7 vẫn giữ đội hình 6 người như thế.
Marco Rossi
- Lồng tiếng bởi: Eric Summerer

Marco.

Tên đầy đủ là Marchrius Dennis Rossi. Anh là nhân vật chính của cả dòng game Metal Slug, và đã xuất hiện trong tất cả các phiên bản (trừ Metal Slug Advance). Anh đến từ Hoa Kỳ và là người gốc Ý. Sinh ra ở Idaho, Marco là một chuyên gia máy tính anh đặc biệt thích viết virus máy tính và các chương trình. Marco tốt nghiệp học viện Quân sự của các công nghệ đặc biệt (Military's Special Technologies) và đã đi vào phục vụ trong Lực lượng đặc biệt Peregrine Falcon Squad (PF Squad). Khi bắt đầu bản Metal Slug đầu tiên anh là Trung úy và đến Metal Slug 6 Marco đã là một Thiếu tá. Marco là một người điềm tĩnh nhưng đôi khi rơi vào tình trạng bốc đồng không kiểm soát nổi,đặc biệt là khi gặp Morden (người chịu trách nhiệm về cái chết của hàng chục bạn bè và đồng nghiệp Marco trong Squad PF) sẽ kích động anh ta.
Marco cũng xuất hiện trong Neo Geo Battle Coliseum, là lần đầu tiên anh tham gia trong một game đối kháng. Trong lịch sử của game này, Marco tham gia vào giải đấu Battle Coliseum để một lần nữa ngăn chặn tướng Morden, người bây giờ được tài trợ bởi tập đoàn WAREZ lập kế hoạch mới để chinh phục thế giới.
Tarma Roving
- Lồng tiếng bởi: Dan McComas

Tamar.

Tên đầy đủ của Tarmicle Roving III. Là con trai của một người lính ưu tú ở Hokkaidō, Nhật Bản, Tarma được nhận vào học viện Chiến thuật đặc biệt và chiến đấu của quân đội (army's training school of special tactics and combat) ngay sau khi tốt nghiệp trung học cơ sở. Khi 20 tuổi, anh đã giải cứu thành công tổng thống,nhờ đó được nhận vào Đội Peregrine Falcon (PF Squad). Tamar chiến đấu bên cạnh người bạn thân nhất là Marco Rossi trong cuộc chiến tranh vĩ đại chống lại Morden (Great War). Cả hai sống sót sau cuộc chiến và đều được thăng cấp, Tamar trở thành Đại úy.
Tarma là một chuyên gia phương tiện cơ giới, anh thường chế tạo và chỉnh sửa xe cộ trong thời gian rảnh rỗi. Anh đã có ý định nghỉ hưu và mở một cửa hàng xe gắn máy, nhưng yêu cầu của anh luôn luôn bị quân đội đã từ chối.
Eri Kasamoto
- Lồng tiếng bởi: Susanna Fera

Eri.

Eri là một đứa trẻ mồ côi, bị bỏ rơi trên bậc thềm của một nhà thờ. Khi cô ấy đã đủ lớn, cô trốn khỏi nhà thờ và trở thành thủ lĩnh của lũ trẻ đường phố. Cơ quan tình báo của các lực lượng Chính phủ (The Intelligence Agency of the Government Forces) đã để ý đến kỹ năng chiến đấu của Eri và tuyển dụng cô. Cô được huấn luyện kỹ năng tình báo đặc biệt (là chương trình đào tạo cho những người có tài năng đặc biệt) và hoàn thành một số nhiệm vụ với mức đánh giá cao nhất. Nhưng sau đó Eri mệt mỏi với các nhiệm vụ liên quan đến ám sát nó làm cô day dứt lương tâm. Cô xin chuyển đến lực lượng đặc biệt (Special Ops Squad) S.P.A.R.R.O.W.S. Và yêu cầu đó được chấp nhận mặc dù thông thường nó sẽ bị tổ chức từ chối, đây như là một phần thưởng đặc biệt vì những thành tích và kỹ năng tuyết vời của cô. Sau cuộc chiến ngăn chăn cuộc đảo chính thứ hai của tướng Morden, cô được thăng chức Trung sỹ cấp 2.
Fiolina Germi
- Lồng tiếng bởi: Melissa Ex

Fio.

Fio là con gái duy nhất của một gia đình giàu có ở Ý. Sau khi cô được sinh ra, mẹ cô đã không thể có thêm con nữa, Fio trở thành người thừa kế đầu tiên là nữ trong lịch sử dòng họ Germi. Trong suốt các thế hệ, gia đình Germi có một truyền thống là kẻ thừa kế sẽ phải phục vụ quân đội. Fio sớm nhập ngũ vào các lực lượng chính phủ dưới sự thúc dục của cha cô. Fio được nuôi dưỡng bởi tình thương của cha mẹ, để trở thành một tiểu thư thanh lịch, trái ngược hẳn với hoàn cảnh của Eri. Cô học nắn xương (chiropractics), châm cứu (acupuncture), và giác hơi (moxibustion) trong trường cao đẳng, và muốn trở thành một bác sĩ thể thao trong tương lai. Fio là một Thượng sỹ của cơ quan tình báo (Intelligence Agency's) S.P.A.R.R.O.W.S, là một lực lượng đặc biệt phục vụ cho chính phủ. Cũng như 3 nhân vật kia trong Metal Slug 2 và các phiên bản sau, cô được thăng cấp bậc sau cuộc chiến với tướng Morden. Đối với vai trò là một chiến binh dày dạn, Fio lại thể hiện tính trẻ con rất ngây thơ và nhí nhảnh, tư thế khi chiến thắng sau mỗi nhiệm vụ của cô là một ví dụ.
Cô cũng xuất hiện trong loạt game King of Fighters, đầu tiên là trong The King of Fighters 2000 (nhưng người chơi không điều khiển được), và sau đó là nhân vật điều khiển được trong KOF: Maximum Impact 2.
Trevor Spacey
Là người Hàn Quốc (Nam Triều Tiên), Trevor nhận được chiếc máy tính đầu tiên của mình ở tuổi lên 3 như một món quà từ cha mẹ của anh, hoàn toàn nắm bắt được mã nhị phân và ngôn ngữ máy tính khi 7 tuổi. Trong thời gian nghỉ hè, anh thường làm công việc tạo ra chương trình chống virus cho qua kỳ nghỉ. Trong khi theo học đại học, anh đã đạt được danh tiếng là một lập trình viên giỏi và được quân đội tuyển dụng. Với khả năng của đó anh ta được giao cho trung đoàn trinh sát của Regular Army. Ngưỡng mộ Marco, anh đã đăng ký vào Peregrine Falcons. Sau đó Trevor trở thành là Trung sỹ trong nhóm PF.
Trevor không thuộc nhóm nhân vật nòng cốt của dòng game, anh chỉ thế chỗ cho Tamar ở MS 4.
Nadia Cassel
Đến từ nước Pháp, Nadia mơ ước trở thành một siêu mẫu, nhưng không thể ăn kiêng (để giữ dáng). Cô cứ ăn và tăng cân. Cô tham gia quân đội để giảm cân, bất chấp sự ngăn cản của người quản lý, và đã thành công trong việc giảm cân. Tuy nhiên, cô lại tìm thấy tiềm năng thực sự của mình trong vai trò một người lính, cô xin chuyển vào S.P.A.R.R.O.W.S. để trau dồi kinh nghiệm chiến đấu. Hoạt động chống lại lực lượng Amadeus là nhiệm vụ đầu tiên cô được phân công chiến đấu.
Nadia không thuộc nhóm nhân vật nòng cốt của dòng game, cô chỉ thế chỗ cho Eri ở MS 4.
Clark Still
Người Mỹ, tham gia 1 đội lính đánh thuê vài năm trước, và không có nhiều thông tin về Clark. Anh và Ralf từ lâu đã là chiến hữu đồng đội, họ luôn phối hợp với nhau trong các trận chiến. Cũng giống như Ralf, anh cũng có vô số tin đồn về quá khứ của mình, những tin đồn bí ẩn. Thực tế là, anh và Ralf thường tham gia những giải đấu để hoàn thiện khả năng chiến đấu. Trên chiến trường, anh chiến đấu theo phong cách hơi khác Ralf, anh là chuyên gia trong các kỹ thuật cận chiến.
Clark là 1 nhân vật trong dòng game Đối kháng King of Fighters, anh xuất hiện từ phiên bản Metal Slug 6 và tiếp tục trong MS 7.
Ralf Jones
Có nhiều điểm tương đồng với Clark: cùng mang quốc tịch Mỹ, là lính đánh thuê, cùng là chiến hữu đồng đội, và nhân thân mù mờ. Cũng như Clark hay thường tham gia các giải đấu, kỹ thuật cận chiến tuyệt vời với chiêu Vulcan Punch có thể đấm nát cả xe tăng!
Ralf là 1 nhân vật trong dòng game Đối kháng King of Fighters, anh xuất hiện từ phiên bản Metal Slug 6 và tiếp tục trong MS 7.

### Kẻ thù
Tướng Morden (General Morden – Donald Morden)

Tướng Morden.

Kẻ thù chính xuyên suốt dòng game Metal Slug (trừ bản MS 5). Ông vốn là 1 phó Đô đốc của Regular Army. Sau khi con trai ông tử nạn vì 1 sai lầm trong khâu tình báo của tổ chức, ông điên cuồng phản bội lại hàng ngũ của mình, tự phong là Tướng, thành lập lực lượng Phiến loạn (Rebel Army) trả thù lại quân đội chính phủ Regular Army. Cuộc chiến bắt đầu.
Ông xuất hiện lần đầu ở giữa MS 1, sang MS 2-X ông hợp tác với Người sao Hoả để đối phó với người chơi nhưng sau đó lại bị chúng bắt cóc. Sang Metal Slug 3, người chơi phối hợp với Phiến quân để giải cứu cho Morden và tiêu diệt triệt để trùm của Người sao Hoả. Phần 4 của loạt game, ông không chính thức xuất hiện mà được cho là đứng sau chỉ đạo tổ chức khủng bố Amadeus. Người chơi được tướng Morden giải cứu khỏi tổ của loài bọ Venusians sau nhiệm vụ cuối cùng trong MS 6. Trong bản MS 7 mới đây, người chơi phải đối mặt với Morden và cả 1 đạo quân đến từ tương lai bí ẩn.
Tuy tướng Morden là 1 nhân vật rất quan trọng trong mạch truyện của cả dòng game nhưng sự xuất hiện của ông thường mang tính chất hài hước như 1 vai hề. Người chơi thường bắt gặp ông trong những tình huống trớ trêu và thảm hại như bị đánh bại, bị bắt cóc, quần áo tơi tả nhưng vẫn cười ha hả…
Giống như các nhân vật chính khác, tướng Morden cũng xuất hiện trong một số game khác của SNK, tiêu biểu là SNK vs. Capcom: Card Fighters Clash series.
Trung sỹ Allen (Sgt. Allen O'Neil)

Trung sỹ Allen.

Allen được coi như là 1 trùm phụ (sub-boss) của cả dòng game (trừ MS5). Tuy trên danh nghĩa ông chỉ mang quân hàm Trung sỹ nhưng thực tế Allen lại là chỉ huy thứ hai của quân Phiến loạn, đi theo tướng Morden từ khi còn phục vụ Regular Army, ông là thuộc hạ trung thành nhất của Morden cũng như là người lính mạnh nhất trong Phiến quân.
Xuyên suốt các bản game MS, Allen được trang bị 1 khẩu súng máy M60, dao găm và lựu đạn cũng với kỹ năng chiến đấu tuyệt vời. Trong khi tấn công người chơi Allen thường khiêu khích bằng những câu như: "Lại đây, nhóc !" (C'mon, boy), "Về nhà với mẹ đi !" (Go home to mommy),… và khi bị người chơi tiêu diệt thì: "Hẹn gặp lại mày ở địa ngục !" (See you in Hell!). Điều thú vị là, Allen chưa bao giờ thực sự chết, mỗi khi người chơi tiêu diệt hắn ở một bản game thì trong bản game sau hắn lại xuất hiện.
Trong MS 3, cùng với Phiến quân, Allen sẽ hỗ trợ người chơi tiêu diệt Người sao Hoả, nhưng không hiệu quả lắm. Ở bản MS 4, người chơi sẽ đối đầu với Allen Terminator - một người máy mang hình dạng Allen.
Những người phát triển game nói rằng: thứ giữ được mạng sống cho Allen bên cạnh cơ bắp, lòng can đảm là sự cống hiến hết mình và sẽ trở về nhà với vợ và con trai sau một ngày chiến đấu vất vả. Vợ Allen là 1 người phụ nữ tóc vàng xinh đẹp và con trai ông, Allen Junior sau này nối nghiệp cha trở thành 1 chiến binh xuất sắc đối đầu với người chơi trong phiên bản Metal slug advance dành cho hệ máy GBA.
Phiến quân (Rebel Army)
Quân đội của tướng Morden, lực lượng đối địch chủ yếu với người chơi trong cả dòng game. Phiến quân bao gồm lính và các phương tiện cơ giới, vũ khí chiến tranh. Lính có nhiều đơn vị khác nhau như ném lựu đạn, bắn súng, dùng dao,... thường mặc đồng phục màu xanh lục, được biểu cảm rất hài hước. Lính của Phiến quân được xem là yếu nhất trong các kẻ địch của người chơi.
Người sao Hoả (Martians – Mars People)
Xuất hiện lần đầu tiên trong MS 2, khoảng giữa game.
Tham gia khá thường xuyên trong loạt game (chỉ ít hơn Phiến quân). Chúng là 1 chủng loài ngoài hành tinh trông giống như những con sứa to như người được trang bị hiện đại. Trong bản MS 2, Phiến quân liên minh với Người sao Hoả để đối phó Regular Army, sau đó chúng phản bội lại Phiến quân và bắt cóc tướng Morden, người chơi và Phiến quân lần đầu tiên phối hợp với nhau để cứu Morden.
Trong MS 3, 1 lần nữa Morden lại bị Người sao Hoả bắt cóc, người chơi được sự hỗ trợ của Phiến quân đã bay lên tận tàu mẹ giải cứu Morden và tiêu diệt trùm của Người sao Hoả.
Trong MS 6, Morden lại liên minh với Người sao Hoả nhưng thất bại vì bị Venusians tấn công, người chơi phối hợp với Phiến quân giải cứu Người sao Hoả và tiêu diệt tận gốc tổ của loài Venusians.
Tổ chức Amadeus (Amadeus Syndicate)
Lực lượng đối địch trong MS 4, 1 công ty rất giàu có với người đứng đầu là Amadeus. Ông là bạn của tướng Morden, hỗ trợ Phiến quân về cả kinh tế và kỹ thuật. Sau sự kiện ở MS 3, thế lực này mới thực sự trỗi dậy.
Ptolemaic Army
Một đội quân bí ẩn xuất hiện trong MS 5 đã đánh cắp đĩa chứa dữ liệu về Metal Slug cũng với các khí tài quân sự của Phiến quân.
Venusians
Loài sinh vật kỳ dị vừa giống Bò sát vừa giống Côn trùng đã tấn công con người và cả Người sao Hoả trong MS 6. Người chơi với sự hỗ trợ của Phiến quân đã tiến thẳng vào cái tổ khổng lồ của Venusians dưới lòng đất để giải cứu Người sao Hoả và tiêu diệt triệt để Trùm của chúng. Kết thúc nhiệm vụ cuối cùng, người chơi suýt bị chon vùi trong tổ Venusians nếu không có sự giúp đỡ của tướng Morden.
Ngoài ra, trong dòng game người chơi còn phải đối mặt với nhiều kẻ thù khác như Xác ướp, Thây ma, Cua khổng lồ, Cây ăn thịt, Người tuyết,...

## Danh sách các phiên bản game trên các hệ máy
- Neo Geo (console)|Neo-Geo MVS and AES
  - Metal Slug
  - Metal Slug 2
  - Metal Slug 2|Metal Slug X
  - Metal Slug 3
  - Metal Slug 4
  - Metal Slug 5
- Atomiswave
  - Metal Slug 6
- PlayStation
  - Metal Slug
  - Metal Slug 2|Metal Slug X
- PlayStation 2
  - Metal Slug (2006 video game)|Metal Slug 3D
  - Metal Slug 3
  - Metal Slug 4
  - Metal Slug 5
  - Metal Slug 6
  - Metal Slug Anthology|Metal Slug Anthology/Complete
- PlayStation Portable
  - Metal Slug Anthology|Metal Slug Anthology/Complete
  - Metal Slug 7|Metal Slug XX
- Wii
  - Metal Slug Anthology|Metal Slug Anthology/Complete
  - Metal Slug (Via Virtual Console)
  - Metal Slug 2 (Via Virtual Console)

- Sega Saturn
  - Metal Slug
- Neo Geo Pocket
  - Metal Slug 1st Mission|Metal Slug: 1st Mission
  - Metal Slug 2nd Mission|Metal Slug: 2nd Mission
- Game Boy Advance
  - Metal Slug Advance
- Xbox
  - Metal Slug 3
  - Metal Slug 4
  - Metal Slug 5
- Xbox 360
  - Metal Slug 3 (Via Xbox Live Arcade)
- Mobile platforms
  - Metal Slug
  - Metal Slug Mobile
  - Metal Slug Mobile: Impact
  - Metal Slug Mobile 3
  - Metal Slug Mobile 4
  - Metal Slug STG
  - Metal Slug: Allen's Battle Chronicles (Part 1)
  - Metal Slug: Allen's Battle Chronicles (Part 2)
  - Metal Slug Survivors
  - Metal Slug Soldiers
  - Metal Slug Warriors
  - Metal Slug Mars Panic
  - Metal Slug Tactics
  - Metal Slug Infinity: Idle Game
- Nintendo DS
  - Metal Slug 7
- Windows
  - Metal Slug
  - Metal Slug 2
  - Metal Slug 3
  - Metal Slug Collection

## Phát triển
Metal Slug là một trò chơi đơn giản, nhưng thú vị với cách điều khiển rất dễ dàng (1 cần điều khiển và ba nút bấm). Trước đó, nhóm phát triển game Metal Slug cho Neo-Geo đã tạo ra một vài game cho Irem có đồ họa và cách chơi giống nhau. Gunforce (1991) và In the Hunt (1993) có cách chơi tương tự, với đồ họa có một chút giống với Metal Slug. Gunforce 2 (1994), một tựa game của Irem, có cách chơi tương tự như Metal Slug. Vì thế, một số người hâm mộ quy cho Gunforce 2 là "Metal Slug Zero".
Một số hiệu ứng âm thanh từ các tựa game của Irem được sử dụng trong Metal Slug. Phong cách đồ họa được thực hiện bởi Meeher và âm nhạc được sáng tác bởi Hiya!. Họ cùng làm việc trong Undercover Cops trước khi hình thành Nazca.
Tuy nhiên, 3 tựa game đầu tiên được phát triển bởi đội Nazca trước khi SNK tuyên bố phá sản.
Người ta tin rằng nhà soạn nhạc Takushi Hiyamuta (Hiya!) đã là nhà thiết kế phong cách Metal Slug (tựa game cho hệ arcade) cho tập đoàn Sammy, Dolphin Blue - 1 biệt danh của ông đã được hiển thị trong khi đoạn Credit khi kết thúc game.
Sau khi Playmore giữ lại quyền trí tuệ cho tất cả các tựa game của SNK, 2 nhân vật Trevor và Nadia không còn xuất hiện trong các phần sau của MS, vì họ được tạo ra bởi Mega Enterprise của Hàn Quốc.